# 부활절 토끼

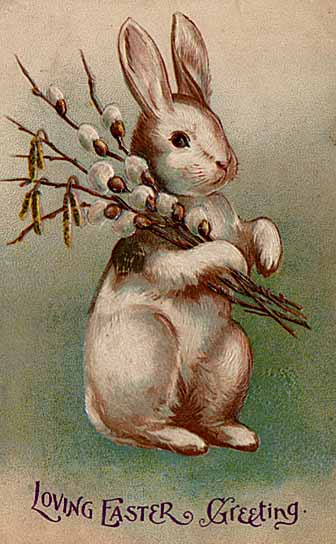
1907년 엽서에 그려진 부활절 토끼

부활절 토끼는 부활절 때 부활절 달걀을 가져다 준다는 토끼이다. 독일 루터교인 사이에서 기원한 부활절 토끼는 원래 부활절 계절이 시작될 때 아이들의 행동이 착했는지 나빴는지를 평가하는 심판의 역할이었다. 부활절 토끼는 때때로 옷을 입은 모습으로 묘사되기도 한다. 전설에서 이 토끼는 바구니에 색칠된 달걀, 사탕, 장난감을 담아 아이들의 집에 전해주며, 명절 전날밤에 아이들에게 선물을 준다는 점에서 산타클로스나 비슷하다. 이 풍습은 게오르그 프랑크 폰 프랑케노의 1682년 De ovis paschalibus(부활절 달걀에 대하여)에서 처음으로 언급되며, 여기서는 부활절 토끼가 아이들을 위한 부활절 달걀을 가져오는 독일 민담을 설명하고 있다.
부활절 토끼의 기원은 기독교 이전의 이방 종교인 봄과 다산의 여신 숭배에서 비롯된 것으로 보고 있다. 토끼는 다산을 하기 때문에 다산의 여신의 상징이었다.

## 같이 보기
- 집토끼